# سيفيان كابيتال
سيفيان كابيتال هي شركة استثمار سويدية تأسست في عام 1996 من قبل كلاً من كريستر جارديل ولارس فوربيرج، وكلاهما يعمل كشركاء إداريين. بدعم من كارل إيكان ، فهي أكبر شركة استثمارية ناشطة في أوروبا. ولها مكاتب في كلاً من ستوكهولم وزيورخ ولندن .[بحاجة لمصدر]
كانت شركة سيفيان تسمى سابقًا أمارانث، وقد استثمرت في شركات عديدة هامة مثل إيه بي بي ، وبنك دانسكي ، تيسين كروب ، و فولفو ، جي فور إس ، و تلياسونيرا ، و ليندكس ، ولعبت دورًا رئيسيًا في بيع سكانديا إلى أولد موتوال .